# Amunicja binarna
Amunicja binarna, amunicja dwuskładnikowa – jeden z rodzajów amunicji chemicznej (pociski artyleryjskie, głowice rakietowe, bomby lotnicze itp.).
Amunicja binarna składa się z pojemnika podzielonego na dwie części, w których umieszczone są mało toksyczne substancje chemiczne będące substratami (prekursorami) syntezy bojowych środków trujących. Proces syntezy BST w binarnej amunicji chemicznej zapoczątkowywany jest bezpośrednio po opuszczeniu środka przenoszenia amunicji i przed jej użyciem w trakcie przemieszczania jej w rejon celu. W celu wymieszania obu substratów w pojemniku instalowane są mieszadła poruszane silnikiem elektrycznym pozwalające na właściwe przereagowanie obu prekursorów. Od 1969 roku do początku lat dziewięćdziesiątych była na wyposażeniu armii USA (sarin, VX).